# Ґолден лав
«Ґолден лав» (від англ. Golden love) — український короткометражний комедійний фільм 2016 року, поставлений режисером Павлом Остріковим. Фільм увійшов до п'ятої збірки українських короткометражних фільмів «Українська Нова Хвиля», прем'єрний показ якої відбувся 16 березня 2017 року. У цьому ж році стрічку було номіновано у двох категоріях на здобуття української національної кінопремії Золота дзиґа .

## Сюжет
Через свої комплекси Віктор довго не може наважатися зайти в місцевий Будинок культури на побачення-п'ятихвилинки. Однак, переживаючи муки самотності, все ж таки вирішує піти на цей крок. Страх Віктора підтверджується — кожне побачення, неначе випробування для нього. Окрім одного…

## У ролях
| • Олег Треповський    | … | Віктор   |
| • Флора Боровик       | … | Світлана |
| • Оксана Ільницька    | … | Тамара   |
| • Альона Коровка      | … |          |
| • Людмила Саченко     | … |          |
| • Ірина Тамім         | … |          |
| • Євген Голованчук    | … |          |
| • В'ячеслав Кравченко | … |          |
| • Віталій Бащенко     | … |          |
| • Галина Деркач       | … |          |
| • Іван Якименко       | … |          |
| • Аліна Свінцицька    | … |          |

## Знімальна група
- Автор сценарію — Павло Остріков
- Режисер-постановник — Павло Остріков
- Продюсер — Юрій Мінзянов
- Оператор — Павло Остріков
- Монтаж — Євген Голованчук
- Композитори — Брати Гжегожевські
- Художник-постановник — Аліна Свінцицька, Іван Якименко
- Звукорежисер — Сєрж Авдєєв

## Нагороди та номінації
| Список нагород та номінацій                                              | Список нагород та номінацій | Список нагород та номінацій              | Список нагород та номінацій | Список нагород та номінацій | Список нагород та номінацій |
| Кінопремія                                                               | Дата церемонії              | Категорія                                | Номінант(и)                 | Результат                   | Дж                          |
| ------------------------------------------------------------------------ | --------------------------- | ---------------------------------------- | --------------------------- | --------------------------- | --------------------------- |
| Кінофестиваль «Відкрита ніч»                                             | 2016                        | Найкращий фільм                          | Ґолден лав                  | Перемога                    |                             |
| Всеукраїнський конкурс короткометражних фільмів «Україна: Шлях до миру!» | 2016                        | Найкращий фільм                          | Ґолден лав                  | 2-е місце                   | [ 3 ]                       |
| Конкурс для молодих режисерів «Золотий СУК»                              | 2016                        | Найкращий ігровий фільм                  | Ґолден лав                  | Перемога                    | [ 4 ]                       |
| Національна кінопремія «Золота дзиґа»                                    | 20.04.2017                  | Найкращий короткометражний ігровий фільм | Ґолден лав                  | Номінація                   | [ 2 ] [ 5 ]                 |
| Національна кінопремія «Золота дзиґа»                                    | 20.04.2017                  | Найкращий актор                          | Олег Треповський            | Номінація                   | [ 2 ] [ 5 ]                 |